# Зелениград
Зелениград је насеље у општини Трн, Перничка област, у Бугарској.

## Историја
Ту се налазила мала средњовековна тврђава, за одбрану Знепоља. Налазила се поред реке Јерме, на једном брежуљку. Крајем 19. века ту није било ни сачуваних зидина.
Када је 1878. године требало да се разграниче Србија и Бугарска, становништво Трн и околине се огорчено бунило. Одбијали су да припадну бугарској држави, јер су били истински Срби. На народној петицији намењеној Берлинском конгресу поптписиваној на народном скупу у Трну те године свој потпис су ставили Срби из Зеленграда. Били су то: Цона Јовановић, Андон Јовановић, Стоилко Станковић, Илија Љубановић, Голуб Станојић, Гига Поп Костић, Цветко Лазаревић и Станоје Пауновић.
Године 1833. подигнута је на темељу претходне православни храм Св. Николе.